# Fotografía computacional

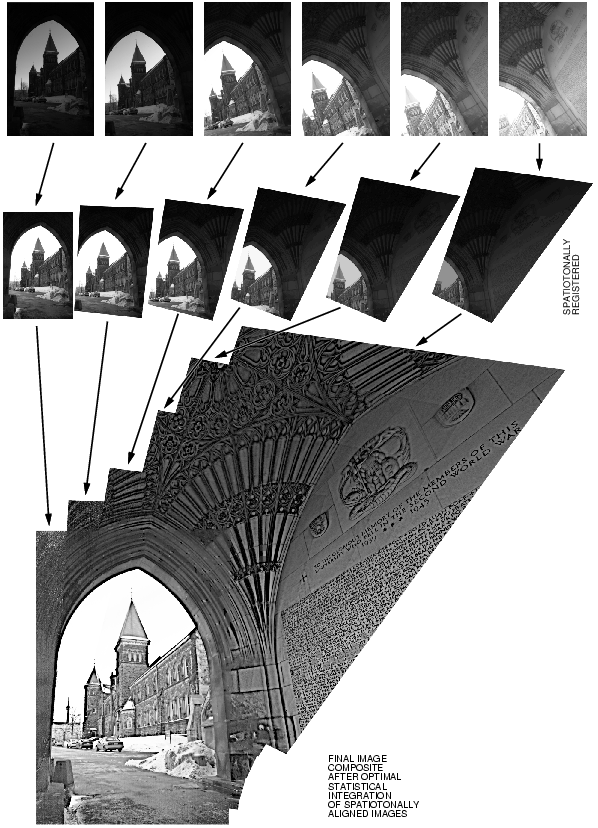
La fotografía computacional (no digital) proporciona múltiples capacidades nuevas. Este ejemplo combina HDR (Gama Dinámica Alta) Imágenes con panorámicas (costura de imágenes), al combinar de manera óptima información de múltiples imágenes expuestas de objetos superpuestos

Fotografía computacional o la imagen computacional refiere a la captura de imagen digital y el procesando de técnicas que usa la computación digital en lugar de procesos ópticos. La fotografía computacional puede mejorar las capacidades de un cámara, o introducir características que no fueron posibles de obtener con la fotografía basada en películas, o reducir el costo o el tamaño de los elementos de la cámara. Los ejemplos de fotografía computacional incluyen computación en la cámara de panoramas digitales, imágenes de alto rango dinámico, y cámaras de campo ligero. Las cámaras de campo ligero utilizan elementos ópticos noveles para capturar información de escenas tridimensionales, las cuales pueden ser usadas para producir imágenes en 3D, profundidad de campo mejorada
, y desenfoque selectivo (o "post-enfoque"). La profundidad de campo mejorada reduce la necesidad de sistemas de enfoque mecánico. Todas estas características utilizan técnicas de imagen computacional.
La definición de fotografía computacional ha evolucionado para cubrir un número de áreas
relacionadas con la computación gráfica, la visión por computadoras, y la óptica
aplicada.  Estas áreas son mencionadas posteriormente, organizadas según una taxonomía
propuesta por Shree K. Nayar.  Dentro de cada área se encuentra una lista de técnicas, y para
cada técnica un o dos artículos representativos o los libros donde están citados. Deliberadamente se han omitido de la taxonomía las técnicas de procesamiento de imágenes (véase también el procesamiento de imágenes digitales) aplicadas a imágenes tradicionalmente capturadas para producir mejores imágenes.Los ejemplos de tales técnicas son escalado de imágenes, compresión de rango dinámico (es decir, mapeo de tonos), gestión de color, finalización de imagen (más conocido como inpainting o relleno de agujeros), compresión de imágenes, marca de agua digital y efectos de imagen artística. También se omiten las técnicas que producen datos de rango, datos de volumen, modelos 3D, campos de luz 4D, BRDF 4D, 6D u 8D, u otras representaciones basadas en imágenes de alta dimensión. Epsilon Photography es un subcampo de la fotografía computacional.

## Iluminación computacional
Esto controla la iluminación fotográfica de una manera estructurada y luego procesa las imágenes capturadas para crear nuevas imágenes. Las aplicaciones incluyen iluminación basada en imágenes, mejora de imagen, eliminación de imágenes, recuperación de geometría / material, etc.
Las imágenes de rango dinámico alto utilizan imágenes expuestas de forma diferente de la misma escena para ampliar el rango dinámico. Otros ejemplos incluyen el procesamiento y la fusión de imágenes iluminadas de forma diferente de la misma materia ("espacio de luces").

## Óptica computacional
Esta es una captura de imágenes ópticamente codificadas, seguida de una decodificación computacional para producir nuevas imágenes. La imagen de apertura codificada se aplicó principalmente en astronomía o imágenes por rayos X para mejorar la calidad de la imagen. En lugar de un único agujero de alfiler, se aplica un patrón de agujero de alfiler en las imágenes, y se lleva a cabo deconvolución para recuperar la imagen. En las imágenes de exposición codificadas, el estado de encendido / apagado del obturador está codificado para modificar el núcleo del desenfoque de movimiento. De esta manera, la eliminación de movimiento se convierte en un problema bien condicionado. De forma similar, en una abertura codificada basada en lente, la abertura puede modificarse insertando una máscara de banda ancha. Por lo tanto, desenfocar se convierte en un problema bien condicionado. La apertura codificada también puede mejorar la calidad en la adquisición de campo de luz usando la óptica de transformación Hadamard.
Los diagramas de apertura codificados también pueden diseñarse utilizando filtros de color, para aplicar diferentes códigos a diferentes longitudes de onda. Esto permite aumentar la cantidad de luz que llega al sensor de la cámara, en comparación con las máscaras binarias.

## Imagen Computacional
Las imágenes computacionales son un conjunto de técnicas de imágenes que combinan la adquisición de datos y el procesamiento de datos para crear la imagen de un objeto a través de medios indirectos para obtener una resolución mejorada, información adicional como la fase óptica o la reconstrucción en 3D. La información a menudo se registra sin utilizar una configuración convencional de microscopio óptico o con conjuntos de datos limitados.
Las imágenes computacionales permiten ir más allá de las limitaciones físicas de los sistemas ópticos, como la apertura numérica, o incluso anulan la necesidad de elementos ópticos.
Para partes del espectro óptico donde los elementos de imagen tales como los objetivos son difíciles de fabricar o los sensores de imagen no pueden ser miniaturizados, las imágenes computacionales proporcionan alternativas útiles, en campos tales como las radiaciones de Rayos X y THz.

### Técnicas comunes
Entre las técnicas de imágenes computacionales más comunes se encuentran las imágenes sin lente, las imágenes por puntos computacionales, la pitografía y la pitografía de Fourier.
La técnica de imagen computacional a menudo se basa en la detección de compresión o técnicas de recuperación de fase, donde el espectro angular del objeto se está reconstruyendo. Otras técnicas están relacionadas con el campo de las imágenes computacionales, como la holografía digital, la visión por computadora y los problemas inversos, como la tomografía.

## Procesamiento computacional
Esto es el procesamiento de imágenes no codificadas ópticamente para producir nuevas imágenes.

## Sensores computacionales
Estos son detectores que combinan detección y procesamiento, generalmente en hardware, como el sensor de imagen binaria sobremuestreado. 

## Primeros trabajos en visión por computadoras
Aunque la fotografía computacional es una palabra de moda actualmente en gráficos por computadora, muchas de sus técnicas aparecieron por primera vez en la literatura de visión por computadora, ya sea bajo otros nombres o en documentos destinados al análisis de formas 3D.